# Josef Bernkopf
Josef Bernkopf (24. března 1850 Králíky – 19. dubna 1926 Červená Voda) byl rakouský politik německé národnosti z Čech, na počátku 20. století poslanec Říšské rady.

## Biografie
Působil jako zemědělec a vrchní poštmistr v Králíkách. Vedení pošty převzal po otci Franzovi. Šlo o dědičný post. Poštovní trasa spojovala Vysoké Mýto a Lanškroun. Po zavedení telegrafu a telefonu byla pošta proměněna na státní poštovní úřad, do jehož čela usedl Josef Bernkopf. Byl i veřejně a politicky aktivní. Zasedal v německé sekci zemské zemědělské rady. Byl členem obecního zastupitelstva a předsedou okresní správní komise.
Působil i jako poslanec Říšské rady (celostátního parlamentu Předlitavska), kam usedl v doplňovacích volbách roku 1908, konaných podle všeobecného a rovného volebního práva. Byl zvolen za obvod Čechy 127. Byl zvolen 12. a 20. listopadu 1908 místo Franze Peschky.
Po volbách roku 1908 usedl do poslaneckého klubu Německý národní svaz, v jehož rámci patřil do Německé agrární strany.
V roce 1906 mu byl udělen Řád Františka Josefa.